# Józef Kalasanty Szaniawski
Józef Kalasanty Szaniawski, pseud. i krypt.: J. K. S.; J. K. S. Szlachcic ziemi łukowskiej; Pewien szlachcic z ziemi łukowskiej, (ur. 1764 w Kalwarii Zebrzydowskiej, zm. 16 maja 1843 we Lwowie) – polski filozof, historyk, prawnik, publicysta i działacz polityczny, członek Rady Stanu Królestwa Polskiego w 1833 roku, radca stanu, dyrektor generalny Komisji Rządowej Wyznań Religijnych i Oświecenia Publicznego w 1830 roku, członek Izby Najwyższej Wojennej i Administracji Publicznej w 1806 roku, członek czynny Towarzystwa Królewskiego Przyjaciół Nauk w Warszawie w 1829 roku. 

## Życiorys
Urodził się w Kalwarii Zebrzydowskiej, jako syn Antoniego (niezamożny szlachcic z ziemi łukowskiej) i Konkordyny (nieznane nazwisko rodowe matki). Pierwsze nauki pobierał w Szkole Podwydziałowej Kaliskiej. Praktykował w Kaliszu u patrona Ołuckiego, a następnie przez 3 lata pełnił funkcję sądowego komisarza w województwie kaliskim. Prawdopodobnie uczęszczał na wykłady Kanta w Królewcu lub podjął studia (Jena lub Wrocław). Przed rokiem 1794 zawarł małżeństwo. Kilkanaście lat później (1810) poślubił Ludwikę z Mycielskich (primo voto: Moskorzewska).

### Służba wojskowa
W roku 1789 (1 marca) wstąpił do kawalerii narodowej w charakterze towarzysza i służył w chorągwi Jana Przyłuskiego (kasztelan brzeziński), należącej do I Brygady Wielkopolskiej (gen. mjr Stanisław Łuba), a począwszy od 30 listopada do II Brygady Wielkopolskiej (Paweł Biernacki, kasztelan sieradzki). Wojsko opuścił po kapitulacji króla wobec Targowicy.

### Działalność polityczna
W czasie insurekcji kościuszkowskiej jeden z jakobinów polskich (członek Deputacji do Rachunków Komisji Edukacyjnej oraz z ramienia jakobinów członek Deputacji Indagacyjnej Wydziału Bezpieczeństwa), a po jej upadku wszedł (1796) do tajnej organizacji politycznej pn. "Centralizacja Warszawska". Od roku 1797, uchodząc przed aresztowaniem, przebywał na emigracji w Paryżu, gdzie był jednym z przywódców Deputacji Polskiej. Od marca 1799 pełnił funkcję nieformalnego przedstawiciela i kierownika paryskiego Towarzystwa Republikanów Polskich. Po powrocie do kraju (1801) zaangażowany politycznie. W tym samym roku stał się członkiem warszawskiego Towarzystwa Przyjaciół Nauk, a przez 3 lata (1802-1804) pełnił funkcję sekretarza Towarzystwa. W tym okresie parał się także pracą literacką i studiami filozoficznymi. Jesienią roku 1806 (listopad) otrzymał nominacje na członka Najwyższej Izby Wojennej i Administracyjnej Departamentu Warszawskiego, a już 3 miesiące później (luty 1807) przeszedł, dzięki poparciu F. Łubieńskiego, do Dyrekcji Sprawiedliwości (w stopniu asesora). We wrześniu 1807 wyjechał do Berlina jako komisarz ds. rewindykacji archiwów. Po zakończeniu tej misji otrzymał (marzec 1808) funkcję prokuratora królewskiego przy sądzie kasacyjnym. Rok później (1809) stał się jednym z dyrektorów Gwardii Narodowej, nieco później współpracował z Rządem Centralnym Galicji. W roku 1811 podał się do dymisji, a jako plenipotent prawny Stanisława Zamoyskiego osiadł w Zwierzyńcu. Wkrótce potem zbliżył się do rodu Czartoryskich i ich orientacji politycznej. W ich imieniu (kwiecień 1813) posłował do księcia Józefa Poniatowskiego, a następnie do gen. Aleksego Arakczejewa. Kilka miesięcy później (1814) został powołany w skład członków Komitetu Cywilnego Reformy, a wkrótce potem udał się do Wiednia, gdzie u boku A. J. Czartoryskiego uczestniczył w pracach komisji trilateralnej Kongresu Wiedeńskiego.
W Królestwie Polskim pełnił różne funkcje państwowe, m.in. był głównym sekretarzem Rządu Tymczasowego, referendarzem stanu (od roku 1815), przez 5 lat prokuratorem generalnym (17.X.1816-16.X.1821r.), dyrektorem wychowania w Komisji Rządowej Wyznań Religijnych i Oświecenia Publicznego, a począwszy od 7 maja 1822 kierownikiem Biura Cenzury. Odznaczony Orderem Świętego Stanisława I klasy z nadania króla Aleksandra I Romanowa.

### Działalność masońska
Był członkiem loży wolnomularskiej Świątynia Izis w 1811/1812 roku, członkiem lóż: Kazimierz Wielki w 1819/1820 roku, Mówcą do języka niemieckiego Wielkiego Wschodu Narodowego Polski, członkiem honorowym loży Doskonałość w 1821 roku.

### Odznaczenia
Odznaczony Orderem Świętego Stanisława I klasy w 1823 roku, Orderem Świętej Anny 2. klasy z brylantami, Orderem Czerwonego Orła 2. klasy.

### Upamiętnienie
W Kościele Wniebowzięcia Najświętszej Maryi Panny i św. Józefa Oblubieńca w Warszawie, jest tablica poświęcona pamięci Józefowi Kalassantemu Szaniawskiemu:
Pośmiertnej przed Bogiem pamięci,
Józefa Kalassantego
SZANIAWSKIEGO
Organizatora i pierwszego Prezesa
Prokuratoryji Jeneralnej;
następnie,
Członka b. Rady Stanu Królestwa.
Orderów Św Anny Św Stanisława 1 klassy, 
i Orła Czerwonego Kawalera.
Nauką i Czynem,
Chrześcijańskiego Mędrca, 
w 80 roku życia
dnia 16 maja 1843 we Lwowie zmarłego
Pomnik ten poświęca.
Wdzięczność i Przyjaźń.

IS. MŁ. KS. ID.

## Twórczość
Współredagował "Gazetę Warszawską". Zainicjował "Korespondencję w materiach obraz kraju i narodu polskiego rozjaśniających". Był prezesem Towarzystwa do Ksiąg Elementarnych oraz członkiem Warszawskiego Towarzystwa Przyjaciół Nauk (1801-1804).

### Ważniejsze dzieła
1. Bezstronne zastanowienie się nad projektowaną ustawą następstwa tronu w Polszcze. Przez pewnego szlachcica z ziemi łukowskiej, (Warszawa 1790); dat. według T. Kozaneckiego, według Estreichera XXX (1934) 206 był to rok 1789; autorstwo przypisuje mu W. Smoleński; M. Manteufflowa zaprzecza, podając hipotezę o autorstwie innego J. K. Szaniawskiego, członka tej samej rodziny; nowsze badania T. Kozaneckiego zdają się jednak potwierdzać osąd Smoleńskiego
2. List odpowiedni pisany do przyjaciela: Względem Ustawy Rządowej na dniu 3 Maja roku 1791 uchwalonej. Przez J. K. S. szlachcica ziemi łukowskiej, Warszawa 1792, (autorstwo jak wyżej poz. 1)
3. Untersuchungen über die Rechtmässigkeit der Teilung Polens, Warszawa 1794, wyd. 2 zmienione Warszawa 1795; autorstwo niedostatecznie udowodnione; przypisuje mu Estreicher XXX, 206 (za Sz. Askenazym)
4. Über den Einfluss Friedrichs des Zweiten auf die Aufklärung und Ausbildung seines Jahrhunderts. Eine gekrönte Preisschrift, von J. G. Gebhard... O wpływie jaki miał Fryderyk II na Oświecenie i ukształcenie swego wieku; dzieło J. J. Gebharda kaznodziei, uwieńczone przez Akademię Umiejętności, w Berlinie 1801 (recenzja), "Nowy Pamiętnik Warszawski" t. 3 (1801), s. 289-318; rękopis: Biblioteka im. Zielińskich w Płocku, sygn. 54 (pt. Recenzja Pochwały Fryderyka W. wydanej przez Gebharda)
5. Co jest filozofia? Niektóre myśli służyć mogące do porozumiewania się względem odpowiedzi na to pytanie, Warszawa 1802
6. O znamienitszych systematach moralnych starożytności rzecz krótka... Pismo czytane na publicznym tegoż towarzystwa posiedzeniu dnia 16 listopada 1802 roku, "Rocznik Towarzystwa Warszawskiego Przyjaciół Nauk" t. 2 (1803) i odb.
7. Główniejsze rady, 17 XII 1802, rękopis: Biblioteka Narodowa (Biblioteka Ordynacji Krasiń., sygn. 11); pierwsze "dorywczo rzucone myśli", z których m.in. powstały późniejsze Rady przyjacielskie (porównaj poz. 12)
8. System chrystianizmu krótko wyłożony... Pismo czytane na publicznym posiedzeniu Towarzystwa Przyjaciół Nauk dnia 5 maja 1803 roku, służące za dalszy ciąg przedsięwziętego wykładu systemów moralnych, "Rocznik Towarzystwa Warszawskiego Przyjaciół Nauk" t. 2 (1803) i odb.; sprawozdanie z rozprawy przedłożyli Towarzystwu w roku 1803, S. Staszic i T. Czacki (zobacz rękopis: Muzeum Narodowe w Warszawie, sygn. 473)
9. Rozbiór dzieła J. G. Fichtego pt. Einige Vorlesungen über die Bestimmung des Gelehrten, powst. 1803, rękopis: Biblioteka im. Zielińskich w Płocku; fragmenty ogł. anonimowo "Nowy Pamiętnik Warszawski" t. 12 (1803), s. 226 i następne (pt. Badania Fichte o przeznaczeniu człowieka)
10. Rzut oka na dzieje filozofii od czasu upadku jej u Greków i Rzymian aż do epoki odrodzenia nauk, służący za przejście od przedstawionych już systematów moralnych starożytności do wykładów nowoczesnych systemów moralnych. Rozprawa czytana na posiedzeniu publicznym Towarzystwa Przyjaciół Nauk, w miesiącu grudniu 1803 r., "Rocznik Towarzystwa Warszawskiego Przyjaciół Nauk" t. 3 (1804) i odbitki pt. Rzut oka... przydana rzecz o skeptykach moralnych i o szkodliwym dążeniu filozofii wieku XVIII, Warszawa 1804
11. Niektóre uwagi podane do namysłu spółredaktorom pisma periodycznego pt. "Zbiór materiałów do historii polskiej..." etc., pisane w miesiącu sierpniu 1804, ogł. A. Kraushar: Miscellanea historyczne. I. Projekt utworzenia za czasów pruskich w mieście Warszawie towarzystwa historycznego i czasopisma periodycznego pt. "Zbiór materiałów do historii polskiej", Lwów 1903; autorstwo Szaniawskiego uzasadnia J. Ujejski (Dzieje mesjanizmu polskiego, s. 78-79) i T. Kozanecki
12. Rady przyjacielskie młodemu czcicielowi nauk i filozofii pragnącemu znaleźć pewniejszą drogę do prawdziwego i wyższego oświecenia, Warszawa 1805; wyd. następne Lwów 1823; w egzemplarzu wyd. 1 przechowywanym w zbiorach Biblioteki Uniwersytetu Warszawskiego (sygn. 4.23.2.26) znajdują się wstawki pisane ręką Szaniawskiego, wlepione przezeń do tego egz. (zobacz s.: IX, 52, 102, 111, 146, 154, 164, 195, 203, 213-214, 233, 242, 266, 273) – nieujęte w druku
13. Wezwanie z powodu pisma: O statystyce Polski; List 5, 10, 16, 26, w zbiorze: Korespondencja w materiach obraz kraju i narodu polskiego rozjaśniających cz. 1, Warszawa 1807 (wyd. jako dodatek do "Gazety Warszawskiej" 1807
14. Uwagi względem projektowanej przez władze Księstwa Warszawskiego emisji biletów kasowych, powst. 1807(?), rękopis: Biblioteka im. Zielińskich w Płocku
15. O naturze i przeznaczeniu urzędowań w społeczności, rzecz o krótkich napomknieniach z daleka wskazujących drogę do głębszego wywodu, Warszawa 1808
16. Pochwała Cypriana Godebskiego... w bitwie pod Raszynem poległego. Wygł. na publicznym posiedzeniu Towarzystwa Przyjaciół Nauk 1809 r., "Rocznik Towarzystwa Warszawskiego Przyjaciół Nauk" t. 8 (1812) i odb. Warszawa 1810; przedr. w: C. Godębski: Dzieła wierszem i prozą, Warszawa 1821; "Polska krytyka literacka (1800-1918)", Materiały t. 1, Warszawa 1959
17. O rozprawie Jasnogórskiego: Wieki uczone w Polszcze. Referat... o pierwszym zarysie historii literatury polskiej, powst. 6 sierpnia 1809, ogł. A. Kraushar w: Towarzystwo Warszawskie Przyjaciół Nauk t. 3, Warszawa 1909
18. Użyteczność, wpływ i zalety pięknych kunsztów, powst. w latach 1809-1810, ogł. T. Kozanecki, "Archiwum Historii Filozofii i Myśli Społecznej" t. 7 (1961), s. 262-275
19. List odpowiedni do przyjaciela, Warszawa 27 czerwca 1813, rękopis: Biblioteka im. Zielińskich w Płocku
20. (Uwagi o projektowanej reformie administracji krajowej w byłym Księstwie Warszawskim), powst. lipiec 1814(?), rękopis: Biblioteka im. Zielińskich w Płocku
21. (Głos "Rosjanina" w czasie kongresu wiedeńskiego, za utworzeniem Królestwa Polskiego połączonego unią personalną z Rosją), powst. 1814/1815, rękopis jak wyżej poz. 19
22. Convient-il de borner à une partie du Duché de Varsovie le bienfait du rétablissement du nom et de la nationalité des Polonais?, powst. 1814/1815, rękopis jak wyżej poz. 19
23. Remarques justificatives d'un Projet, qui garantit la nationalité aux provinces polonaises de différentes dominations, powst. 1814/1815, rękopis jak wyżej poz. 19
24. Cracovie – projekt umowy trzech mocarstw w sprawie Krakowa i projekt konstytucji Krakowa zredagowane przez Szaniawskiego (w jęz. francuskim), powst. 1814/1815, rękopis jak wyżej poz. 19
25. Myśli do konstytucji prowincjonalnej dla Wielkopolski, powst. prawdopodobnie III/IV.1815, rękopis jak wyżej poz. 19
26. (Ogólniejsze myśli względem projektowanej konstytucji Królestwa Polskiego), powst. 1815(?), rękopis jak wyżej poz. 19
27. (Stosunki rosyjsko-angielskie podczas kongresu wiedeńskiego a sprawa nowego ładu w Europie, ze szczególnym uwzględnieniem sprawy polskiej), powst. 1815(?), rękopis (w jęz. francuskim) jak wyżej poz. 19
28. Głos w prawie moratorium na sesji sejmowej 9 kwietnia 1818 r.; Mowa na senacie 13 kwietnia 1818,

"Diariusz Sejmu Królestwa Polskiego r. 1818" t. 2, Warszawa (1818); Głos... miał ponadto odb.
1. Wniosek względem poprawy niektórych artykułów tyczących się postępowania sądowego w sprawach własności publicznej (Warszawa 1820)
2. Uwagi względem wychowania i nauk, powst. latem 1821(?), autograf: Biblioteka im. Zielińskich w Płocku; fragm. (ze skrótami i zmianami) ogłoszono w poz. 34; fragm. z autografu ogł. T. Kozanecki jak wyżej poz. 18, s. 284-290; skrót najistotniejszych myśli rozprawy zawarł Szaniawski w opracowanym dla min. S. Grabowskiego memoriale pt. Pro memoria
3. Opinia względem pisma Wnego Lindego pt. Pierwszy rzut myśli o Generalnej Dyrekcji Bibliotecznej Krajowej, dat. 13 grudnia 1821, z rękopisu Biblioteki Publicznej w Warszawie nr 7 A vol. II ogł. M. Łodyński: Materiały do dziejów polityki bibliotecznej w Księstwie Warszawskim i Królestwie Polskim (1807-1831), Wrocław 1958 "Książka w Dawnej Kulturze Polskiej" nr 8, s. 89-90
4. (Uzasadnienie konieczności cenzury druku), powst. 1822(?), ogł. T. Kozanecki jak wyżej poz. 18, s. 291-292
5. Jaki jest u nas teraz stan prawodawstwa co do cenzury?, powst. 1822(?), autograf: Archiwum Główne Akt Dawnych (Zbiór Komierowskich, sygn. 78/103)
6. Mowa przy instalacji kuratora jeneralnego instytutów naukowych na dn. 19 lipca 1823 odbytej, brak miejsca wydania (1823); tu m.in. włączone fragmenty poz. 30
7. Mowa miana po odbytym półrocznym publicznym egzaminie w Konwikcie Warszawskim Ks. Ks. Pijarów d. 16 marca 1824, Warszawa 1824 (2 wydania)
8. Wady główniejsze naszego szkolnego systemu, powst. 1827, autograf: Biblioteka im. Zielińskich w Płocku
9. Dalsze rozwinięcie rzeczy o wadach naszego systemu szkolnego, cz. 1. Wychowanie szkolne, (przedstawione Komitetowi Reformy w roku 1827), autograf: Biblioteka im. Zielińskich w Płocku
10. Filozofia dla Polaków, powst. 1835, autograf: Biblioteka O.O. Jezuitów w Krakowie, sygn. 655; fragmenty ogł. "Pielgrzym" 1842 t. 2, s. 5-28 w artykule pt. Niektóre pomysły o nauce chrześcijańskiej filozofii, podpisanym krypt. J. K. S.
11. Przygotowawcze uwagi do filozoficznej polemiki w czasopismach polskich, "Pielgrzym" 1842 t. 2, s. 233-257
12. Prawdy najwyższe, "Pielgrzym" 1844 t. 1, s. 225-236, (autora wskazał T. Kozanecki na podstawie inform. w Spisie rzeczy zawartych w dwudziestu tomach Pielgrzyma z l. 1842-1846, "Pielgrzym" 1846 t. 4
13. Synteza, "Pielgrzym" 1845 t. 1, s. 113-120.

Ponadto zbiory rękopisów przechowują też inne pisma Szaniawskiego: Biblioteka im. Zielińskich w Płocku: Uwagi i projekty na posiedzeniu Komitetu Cywilnego Reformy (1814-1815); Notatnik (prawdopodobnie 1810-1815) – Biblioteka Jagiellońska: Rozprawy z roku 1815, sygn. 5014; Mowy i memoriały z lat: 1816, 1832–1833, sygn. 5014 – Archiwum Główne Akt Dawnych: Sumy bajońskie z roku 1814, Archiwum Sucha sygn. 445; Napad na Belweder, tamże sygn. 429/545, k. 317-318v., 321-322; Kwestia względem kursu prawa w Gimnazjum Wojew. Krakowskiego, tamże sygn. 485; Uwagi... przedłożone zgromadzeniu nauczycielskiemu Szkoły Wojewódzkiej Pułtuskiej po odbytej wizycie tejże szkoły d. 6 grudnia 1822 (i) Raport z wizytacji w szkole piotrowickiej d. 21 sierpnia 1830, Zbiór Komierowskich sygn. 78/103; Uwagi cenzorskie... z 27 Augusti 1822, Kancelaria Nowosilcowa sygn. 484, k. 164-165v., k. 201-210v.; z 17 lutego 1823, tamże k. 221-227; Observations, tamże sygn. 482, k. 116-116v.
Artykuły swe umieszczał także w czasopismach: "Nowy Pamiętnik Warszawski", "Rocznik Towarzystwa Warszawskiego Przyjaciół Nauk" i "Pielgrzym".

### Przekłady
1. C. C. Rulhière: Tłumaczenie z francuskiego Historii bezrządu Polski. Dzieło pośmiertne, t. 1, Warszawa 1808; współtłumacz (obok: S. Staszica, F. K. Dmochowskiego, A. Horodyskiego, A. i K. Gliszczyńskich, A. Wyganowskiego, M. Wodzyńskiego, A. F. Żółkowskiego, A. Orchowskiego).

### Listy i materiały
1. Do Kazimierza Gliszczyńskiego i nieznanych adresatów z lat 1797-1800 z Paryża, rękopis: Biblioteka Czartoryskich, sygn. 3930 (korespondencja Towarzystwa Republikantów Polskich)
2. Do Julii Niemojewskiej z 27 lipca 1797, rękopis: Archiwum Główne Akt Dawnych (Archiwum Niemojewskich, teka I)
3. Do J. Wybickiego z 21 lutego 1801, fragm. z autografu w zbiorze Rożnowskiego ogł. A. M. Skałkowski: Archiwum Wybickiego t. 1, Gdańsk 1948, s. 504-505
4. Do Towarzystwa Przyjaciół Nauk z lat 1802 i 1804, rękopis: Archiwum Główne Akt Dawnych (Archiwum Towarzystwa Przyjaciół Nauk, sygn. 3, k. 1-2)
5. Do P. Maleszewskiego z roku 1804, rękopisy znajdowały się w Bibliotece byłej Wyższej Szkoły Handlowej w Warszawie, sygn. XXXIV-XL A 69
6. Do A. K. Czartoryskiego(?) z 30 kwietnia 1806, rękopis: Biblioteka im. Zielińskich w Płocku
7. Kopiariusz listów i akt Szaniawskiego jako komisarza misji dla "odebrania papierów w Berlinie" z okresu IX.1807-III.1808r.; tu m.in. listy do: F. Łubieńskiego, J. Łuszczewskiego, T. Brezy; rękopis: Biblioteka Uniwersytetu Warszawskiego, sygn. 2.4.26
8. Do M. A. Horodyskiego z lat 1809-1815, rękopis: Biblioteka PAN Kraków, sygn. 163 a)
9. Do M. A. Horodyskiego z lat 1809-1815, rękopis: Biblioteka PAN Kraków, sygn. 163 b)
10. Do Stanisława Zamoyskiego z roku 1809, rękopis: Archiwum Główne Akt Dawnych (BOZ, sygn. III 9, k. 364, 378, 406)
11. Do Franciszka Paszkowskiego z roku 1810, ogł. T. Kozanecki, "Archiwum Historii Filozofii i Myśli Społecznej" t. 7 (1961), 276-282
12. Do S. K. Potockiego z roku 1811, rękopis: Archiwum Główne Akt Dawnych (Archiwum Wilanowskie, sygn. 265 IV)
13. Korespondencja z A. J. Czartoryskim z lat 1811-1819, rękopis: Biblioteka Czartoryskich, sygn. 5449, 5467
14. Do żony, L. z Mycielskich Szaniawskiej, z lat: 1814-1818, 1828-1831; fragmenty ogł. M. Smolarski, "Biblioteka Warszawska" 1910 t. 4
15. Do nieznanego adresata z roku 1814(?), rękopis: Biblioteka PAN Kraków, sygn. 718, k. 1184, 1186-1189
16. Do Józefa Brodowicza z roku 1815, rękopis: Biblioteka Jagiellońska, sygn. 4573
17. Do Hiacynta Zakrzewskiego z roku 1816, rękopis: Biblioteka Raczyńskich
18. Do Józefa Zajączka z 16/17 maja 1817, ogł. Sz. Askenazy: Dwa stulecia t. 2, Warszawa 1910, s. 377; przedr. S. Kieniewicz: Przemiany społeczne i gospodarcze w Królestwie Polskim (1815-1830), Warszawa 1951, s. 176-177
19. Do Klemensa Urmowskiego z roku 1823 (dopisek), rękopis: Archiwum Główne Akt Dawnych (Zbiór Przeździeckich, sygn. B.594)
20. Do N. N. Nowosilcowa z roku 1824, "Polak Sumienny" 1831 nr 56
21. Do S. Grabowskiego z 27 stycznia 1824, "Polak Sumienny" 1831 nr 52 (rękopis – kopia w Archiwum Głównym Akt Dawnych – Kancelaria Nowosilcowa, sygn. 482, k. 64-67); zbiór listów do Grabowskiego z lat: 1824, 1826–1827, 1830, a także do innych adresatów znajdował się w Archiwum Oświecenia Publicznego w Warszawie (Okręg Nauk. Warsz., sygn. 1562 I; 277 II; S. J. 132; S. J. 101 t. 5; 1707 III); list do Grabowskiego z 20 października 1830 znajdował się w Bibliotece Krasińskich, sygn. 4634 (oba zbiory zniszczone)
22. Do M. Mochnackiego z 7 września 1827, "Kurier Polski" 17 grudnia 1830
23. Do prowincjała jezuitów z 5 lutego 1839, rękopis: Archiwum O.O. Jezuitów w Krakowie; fragmenty cyt. S. Załęski: Jezuici w Polsce t. 5, cz. 2, Kraków 1906; brulion (autograf): Biblioteka Jagiellońska, sygn. 5014
24. Do O. Grabowskiej z Tarnowskich z roku 1839, rękopis: Biblioteka Jagiellońska, sygn. 5072 (bruliony)
25. Do nieznanych adresatów z lat 1839-1842, rękopis: Biblioteka Jagiellońska, sygn. 5014 (bruliony)
26. Do ks. J. Perkowskiego z lat 1840-1842 oraz testament z 4 marca 1842, rękopis znajdował się w Bibliotece Towarzystwa Przyjaciół Nauk Poznań, sygn. 334, zniszczone
27. Do Niny Łuszczewskiej z lat 1842-1843, rękopis: Muzeum Narodowe w Warszawie, sygn. 935-937
28. Od C. Godebskiego z 17 sierpnia 1805, z rękopisu Biblioteki Narodowej (BOZ, sygn. 1813, s. 38) ogł. M. Józefacka: Listy Cypriana Godebskiego do Ksawerego Kosseckiego i innych osób w zbiorze: Miscellanea z l. 1800-1850 nr 2, Wrocław 1967 "Archiwum Literatury" nr 11, s. 233-235
29. Od M. Mochnackiego z 10 września 1827, kopia znajdowała się w Archiwum Głównym Akt Dawnych (Najwyższy Sąd Kryminalny, nr 260)
30. Od S. Grabowskiego z roku 1832, rękopis: Biblioteka im. Zielińskich w Płocku
31. Raporty i wnioski o przyjęcie w skład członków pisane dla Towarzystwa Przyjaciół Nauk, z lat 1802-1811; rękopis: Archiwum Główne Akt Dawnych (Archiwum Towarzystwa Przyjaciół Nauk, sygn. 17, s. 17, 37-41, 48, 68)
32. Dziennik posiedzeń Towarzystwa Przyjaciół Nauk z lat 1802-1804 pisany przez Szaniawskiego, autograf: Archiwum Główne Akt Dawnych (Archiwum Towarzystwa Przyjaciół Nauk, sygn. 59)
33. Umowa między J. Wm. Stanisławem... Zamoyskim a J. W. Janem(!) Kalasantym Szaniawskim 22 kwietnia 1811, rękopis: Archiwum Główne Akt Dawnych (BOZ, sygn. 1818, s. 46).

Ponadto szereg not, uwag i dokumentów osobistych: Uwagi do projektu Odezwy Konfederacji (1812), rękopis: Lw. Państw. Nauk. Bibl. (Archiwum Sapiehów, teka 140); Prokuratoria Generalna Królestwa Polskiego do Komisji Rządowej Wyznań Religijnych i Oświecenia Publicznego, 7 marca 1820, Biblioteka PAN Kraków, sygn. 718; Pisma do władz rządowych w sprawach osobistych z roku 1832, Biblioteka im. Zielińskich w Płocku; Materiały dot. działalności Szaniawskiego jako członka Sądu Najwyższego Kryminalnego w latach 1832-1834, tamże; Dowody oryginalne radcy stanu J. K. Szaniawskiego z lat 1807-1837, Archiwum Główne Akt Dawnych (Radca Stanu Królestwa Polskiego – Sekretariat Główny, sygn. 458 a); Urlopy członka Rady Stanu Szaniawskiego z lat 1835-1841, tamże sygn. 458 b.

## Opracowania nt. twórczości Szaniawskiego
1. Archiwum Wybickiego (1768-1822) t. 2, oprac. A. M. Skałkowski, Gdańsk 1950
2. F. Wigura: Iskierka z uderzenia się umysłów pryśniona..., Warszawa 1819, s. 72-73
3. S. Grabowski: J. K. Szaniawski, "Polak Sumienny" 1831 nr 56
4. M. Mochnacki: Powstanie narodu polskiego 1830 i 1831 r. t. 1, Paryż 1834; wyd. następne w: Dzieła t. 2, Poznań 1863, s. 132-133
5. W. Wilkoszewski: Rys historyczno-chronologiczny Towarzystwa Wolnego Mularstwa w Polsce (powst. przed rokiem 1938, wyd. z rękopisu T. Święcicki, Londyn 1968
6. J. U. Niemcewicz: Pamiętniki czasów moich (wersja 2 powst. w latach 1834-1838), wyd. K. Niemcewicz, Paryż 1848
7. S. Wodzicki: Wspomnienia z przeszłości od r. 1788 do r. 1840, Kraków 1873
8. J. U. Niemcewicz: Pamiętniki o czasach Księstwa Warszawskiego (1807-1809), powst. przed rokiem 1841
9. (nekrologi): "Gazeta Krakowska" 1843 nr 125; "Tygodnik Litewski" 1843 nr 23; W. T. (Tarnowski), (Lwów) 1843
10. F. Łubieński: Pamiętniki (powst. przed rokiem 1848), streścił i oprac. W. Chomętowski, Warszawa 1876; wyd. 2 Warszawa 1890.
11. S. Paczos, Kręte drogi myśli politycznej Józefa Kalasantego Szaniawskiego (1764–1843). Wybór pism, Wydawnictwo PTPN, Poznań 2012.
12. S. Paczos, Józef Kalasanty Szaniawski - prekursor polskiego konserwatyzmu, "Myśl Polityczna. Political Thought" 2020, nr  3(4), s. 33-54.
13. S. Paczos, Spuścizna po Józefie Kalasantym Szaniawskim w zbiorach Biblioteki Naukowej Księży Jezuitów i Archiwum Prowincji Polski Południowej w Krakowie, [w:] Archiwa i ich zasoby. Materiały pomocnicze do źródłoznawstwa (red.) A. Jakuboszczak, P. Matusik, M. Zwierzykowski, 2012, Uniwersytet im. Adama Mickiewicza w Poznaniu, Wydawnictwo Instytutu Historii UAM, s.115-158, ISBN 9788363047160